# BBned
BBned was een Nederlands telecombedrijf dat van 2000 tot 2012 actief op de Nederlandse markt. Oorspronkelijk was het een dochtermaatschappij van Telecom Italia. In 2010 werd BBned overgenomen door Tele2.
BBned bood breedbanddiensten aan op wholesale-basis aan andere ISP's, maar verkocht ook rechtstreeks aan consumenten onder de merknamen Alice, Qfast (alleen de particuliere markt) en BBeyond (zakelijke markt). Het merk Alice werd ook in Duitsland, Italië en Frankrijk gevoerd.  In Nederland werd deze merknaam eind 2012 door Tele2 vervangen.
BBned bood in de eerste jaren van haar bestaan vooral ADSL en SDSL aan. Na KPN had BBned in Nederland het grootste aantal wijkcentrales op haar netwerk aangesloten. De zakelijke tak BBeyond bood daarnaast ook VPN-diensten aan. Sinds 2005 waaierde het productenaanbod verder uit met telefonie, radio en televisie. Dit werd mede mogelijk gemaakt door een gestage verglazing van het kopernetwerk.
BBned was onder andere in Amsterdam en Rotterdam betrokken bij grootschalige glasvezelprojecten. In Amsterdam was BBned de beheerder van de zogenaamde actieve laag. Het zorgde voor de belichting van de glasvezels en kon vervolgens het netwerk commercieel exploiteren. Maar ook andere ISP's en andersoortige aanbieders mogen capaciteit op dat netwerk inkopen en hun eigen diensten aanbieden. Er is voor dit model gekozen omdat het geacht wordt concurrentiebevorderend te werken. In Rotterdam was BBned onder andere actief in de wijk Nesselande.
In de zomer van 2007 nam BBned de provider InterNLnet over. Deze ISP hield zich ook al bezig met glasvezelprojecten, waardoor de marktpositie en expertise op het gebied van glasvezelprojecten werden versterkt.